# Джефферсон (округ, Алабама)
Дже́фферсон (англ. Jefferson County) — округ в США, штате Алабама. Официально образован 13 декабря 1819 года. По состоянию на 2013 год, численность населения составляла 659 479 человек. Получил своё название по имени третьего президента США Томаса Джефферсона. Административный центр — Бирмингем.
В 2011 году округ объявил о своем банкротстве с общей суммой долгов более чем 3,14 млрд долларов США.

## География
По данным Бюро переписи США, общая площадь округа равняется 2 910,6 км², из которых 2 881,6 км² суша и 29,0 км² или 1,00 % это водоемы.

### Соседние округа
|           | Уолкер     |  | Блант, Сент-Клэр |  |
| Таскалуса | север      |  |                  |  |
| Таскалуса | Джефферсон |  |                  |  |
| Таскалуса | юг         |  |                  |  |
| Бибб      | Шелби      |  |                  |  |

## Демография
По данным переписи населения 2000 года в округе проживает 662 047 жителей в составе 263 265 домашних хозяйств и 175 861 семей. Плотность населения составляет 595 человек на км². На территории округа насчитывается 288 162 жилых домов, при плотности застройки 100 строения на км². Расовый состав населения: белые — 58,10 %, афроамериканцы — 39,36 %, коренные американцы (индейцы) — 0,21 %, азиаты — 0,90 %, гавайцы — 0,03 %, представители других рас — 0,59 %, представители двух или более рас — 0,80 %. Испаноязычные составляли 1,55 % населения независимо от расы.
В составе 30,80 % из общего числа домашних хозяйств проживают дети в возрасте до 18 лет, 46,10 % домашних хозяйств представляют собой супружеские пары проживающие вместе, 17,20 % домашних хозяйств представляют собой одиноких женщин без супруга, 33,20 % домашних хозяйств не имеют отношения к семьям, 28,70 % домашних хозяйств состоят из одного человека, 9,90 % домашних хозяйств состоят из престарелых (65 лет и старше), проживающих в одиночестве. Средний размер домашнего хозяйства составляет 2,45 человека, и средний размер семьи 3,04 человека.
Возрастной состав округа: 24,80 % моложе 18 лет, 9,60 % от 18 до 24, 29,70 % от 25 до 44, 22,30 % от 45 до 64 и 13,60 % от 65 и старше. Средний возраст жителя округа 36 лет. На каждые 100 женщин приходится 89,20 мужчин. На каждые 100 женщин старше 18 лет приходится 84,50 мужчин.
Средний доход на домохозяйство в округе составлял 36 868 USD, на семью — 45 951 USD. Среднестатистический заработок мужчины был 35 954 USD против 26 631 USD для женщины. Доход на душу населения был 20 892 USD. Около 11,60 % семей и 14,80 % общего населения находились ниже черты бедности, в том числе — 20,20 % молодежи (тех, кому ещё не исполнилось 18 лет) и 12,70 % тех, кому было уже больше 65 лет.